# Station Pisarzowice
Station Pisarzowice is een spoorwegstation in de Poolse plaats Pisarzowice.